# جانیک مادر
جانیک مادر (انگلیسی: Janik Mäder؛ زادهٔ ۲۷ سپتامبر ۱۹۹۶) بازیکن فوتبال اهل آلمان است.
از باشگاه‌هایی که در آن بازی کرده‌است می‌توان به باشگاه فوتبال لایپزیگ اشاره کرد.